# Phencyclidin
Phencyclidin (forkortet PCP, også kendt som englestøv) er et dissociativt rusmiddel. Stoffet blev før brugt som anæstesimiddel, men alvorlige bivirkninger som hallucinationer, mani, delirium og desorientering gjorde at denne anvendelse ophørte.
Phencyclidin er berygtet for at fremkalde en psykotisk tilstand der ligner skizofreni. Stoffet er hyppigt misbrugt i USA, men stort set ukendt i Danmark.